# Calais (mitología)

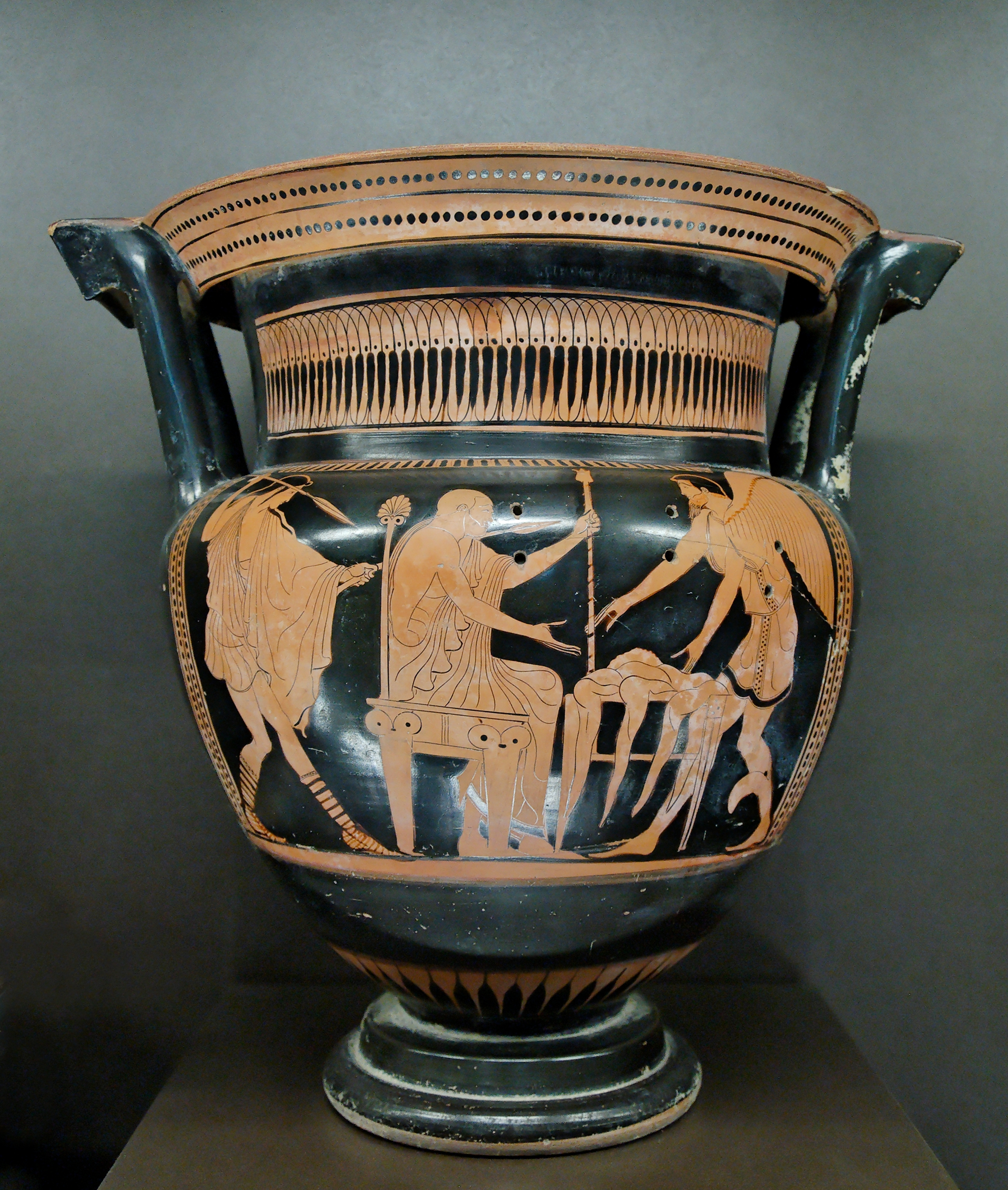
Los Boréadas libran a Fineo de las Harpías. Anverso de una pieza de cerámica ática de figuras rojas (ca. 460 a. C.): una crátera de columnas hallada en Altamura.

En la mitología griega, Calais (Κάλαϊς / Kàlais) era uno de los Boréadas, hijos del dios-viento del norte Bóreas y de Oritía. Al igual que a su hermano mellizo Zetes, a Calais le surgieron alas en la espalda (o según otras fuentes en cabezas y pies) cuando llegó a la pubertad, pero aun sin tener que recurrir a ellas era un gran atleta, siendo el ganador de carrera a larga distancia en los juegos fúnebres de Pelias. 
Participó, siempre en compañía de su hermano, en la expedición de los argonautas. Se cuenta que persiguieron a las Harpías por el aire, y que el destino de éstas era perecer a manos de estos hermanos, mientras que los hermanos estaban destinados a morir si tras perseguirlas, no lograban alcanzarlas. No está claro qué les ocurrió finalmente, puesto que algunos afirmaban que las Harpías murieron, pero otros aseveraban que no sufrieron daño alguno, al haber jurado que no volverían a maltratar a Fineo.
Igualmente, tampoco está claro qué ocurrió con Calais y Zetes. Algunos dicen que murieron mientras perseguían a las Harpías, pero otros afirman que más tarde (tras el retorno de los argonautas y la muerte del rey Pelías) los mató Heracles porque habían persuadido a los argonautas para que lo abandonaran en Misia.
Fanocles cantó el amor que sentía Orfeo por Calais, pues se sentaba a menudo en umbríos bosques a cantar su deseo, mas sin tener el ánimo en paz, porque desveladoras inquietudes su alma siempre consumían al contemplar al floreciente Calais.